# Pegantha zonaria
Pegantha zonaria är en nässeldjursart som först beskrevs av Ernst Haeckel 1879.  Pegantha zonaria ingår i släktet Pegantha och familjen Solmarisidae. Inga underarter finns listade i Catalogue of Life.